# Der Prophet (Buch)

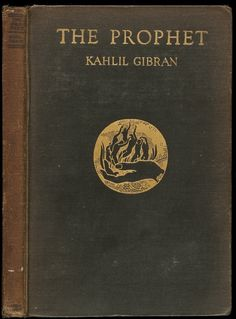
Buchcover von Der Prophet auf Englisch

Der Prophet (Originaltitel The Prophet) ist ein englischsprachiger literarisch-spiritueller Text des libanesisch-amerikanischen Dichters Khalil Gibran.
Das bekannteste Werk Gibrans wurde 1923 vom New Yorker Verlag Knopf veröffentlicht und seitdem millionenfach verkauft. Der Autor hat 25 Jahre an dem Buch gearbeitet.
Ab Anfang der 1960er-Jahre wurde das Buch in der amerikanischen Beatnik- und Hippie-Subkultur neu rezipiert. Auch heute ist das Buch noch beliebt und wird weiterhin in vielen Sprachen verlegt. Allein in deutscher Sprache ist das Werk derzeit in mindestens zehn verschiedenen Übersetzungen lieferbar.
Die Lektüre des Buches gab dem Leben von Abbas Khider eine entscheidende Wendung: „Sofort hörte ich auf, davon zu träumen, Imam zu werden. Seitdem wollte ich Schriftsteller sein. Literatur statt Religion.“

## Handlung
Die Rahmenerzählung handelt vom Propheten Almustafa, der zwölf Jahre auf sein Schiff gewartet hat, das ihn nun endlich in seine Heimat zurückbringen soll. Vor seiner Abreise bitten ihn einzelne Einwohner der Stadt Orphalese, ihnen ein letztes Mal seine Einsichten zu einem bestimmten Thema („Speak to us of…“) zu vermitteln. Die folgenden 26 Reden des Propheten behandeln Grundfragen menschlichen Lebens, beginnend mit der Liebe, über die Arbeit, abschließend mit dem Tod. Im Schlusskapitel ist dann noch eine Abschiedsrede über die Sinnfrage eingeflochten.
Die postum erschienenen Werke Die Rückkehr des Propheten beziehungsweise Die Heimkehr des Propheten und Im Garten des Propheten führen die Handlung und Erzählweise fort und stellen dabei die Themen Natur und Glaube stärker in den Mittelpunkt. Khalil Gibrans Großneffe Hajjar Gibran (* 1950) verfasste die Fortsetzung Der Prophet kehrt zurück (2008).

## Buchausgaben in deutscher Übersetzung
- Der Prophet. Deutsch von Georg-Eduard Freiherr von Stietencron. Hyperion, München 1925; Ueberreuter, Wien 2006, ISBN 3-8000-9201-8.
- Der Prophet von Orphalese. Deutsch von Claire Malignon. Novalis, Freiburg im Breisgau 1959; Neuausgabe als Der Prophet: Walter, Olten 1972, ISBN 3-530-26720-1.
- Der Prophet. Deutsch von Karin Graf. Walter, Olten 1986; Patmos, Düsseldorf 2009, ISBN 978-3-491-71334-5.
- Der Prophet. Deutsch von Ursula Assaf-Nowak. Walter, Düsseldorf und Zürich, 2001, ISBN 3-530-26803-8 und Patmos, 2012, ISBN 978-3-8436-0175-7.
- Der Prophet. Deutsch von Giovanni und Ditte Bandini. DTV, München 2002; ebd. 2008, ISBN 978-3-423-34523-1.
- Der Prophet. Deutsch von Ulrich Schaffer. Herder, Freiburg im Breisgau 2002; ebd. 2011, ISBN 978-3-451-07114-0.
- Der Prophet. Deutsch von Barbara Röhl. Piper, München 2003; ebd. 2005, ISBN 3-492-24568-4.
- Der Prophet. Deutsch von Martin Pfeiffer. Diederichs, Kreuzlingen 2005, ISBN 3-7205-2640-2.
- Der Prophet. Deutsch von Elaine Charwat. Schiler, Berlin 2005, ISBN 3-89930-084-X.
- Der Prophet. Deutsch von Ingrid Fischer-Schreiber. Diogenes, Zürich 2005; ebd. 2010, ISBN 978-3-257-23960-7.
- Der Prophet. Deutsch von Kim Landgraf. Anaconda, Köln 2006, ISBN 3-938484-97-7.
- Der Prophet. Deutsch von Jürgen Beck. Jazzybee, Altenmünster 2019, ISBN 978-3-8496-6933-1.
- Der Prophet. Deutsch von Dr. Hannelore Eisenhofer. Nikol, Hamburg 2019, ISBN 978-3-86820-487-2.
- Der Prophet. Deutsch von Theo Kierdorf. Reclam, Stuttgart 2020, ISBN 978-3-15-011284-7.
- Khalil Gibrans Prophet 1923–2023. Nach 100 Jahren neu erzählt für unsere Zeit im Umbruch, von Hans-Josef Fritschi, BoD, Norderstedt 2023, ISBN 978-3-7578-7868-9.